# Kiwitachys
Kiwitachys is een geslacht van kevers uit de familie van de loopkevers (Carabidae). De wetenschappelijke naam van het geslacht is voor het eerst geldig gepubliceerd in 2007 door Larochelle & Lariviere.

## Soorten
Het geslacht Kiwitachys omvat de volgende soorten:
- Kiwitachys antarcticus Bates, 1874
- Kiwitachys latipennis (Sharp, 1886)